# En obekväm sanning

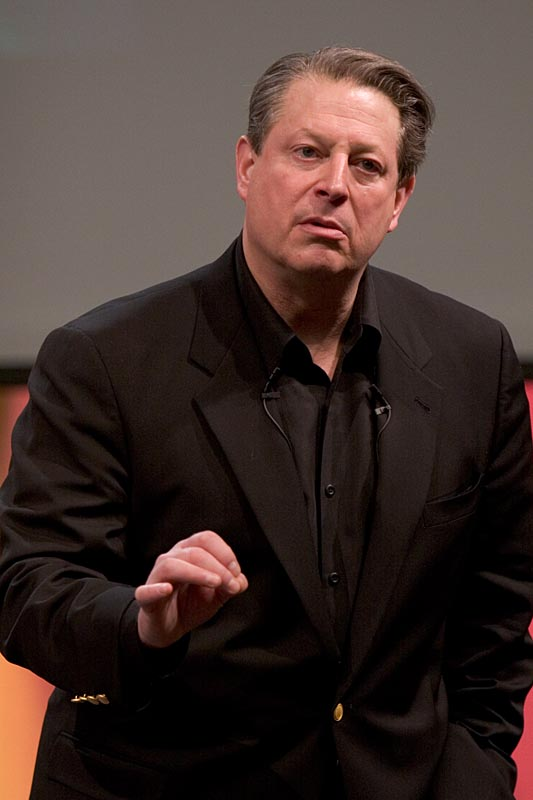
Al Gore berättar om sin film

En obekväm sanning (engelska: An Inconvenient Truth) är en dokumentärfilm som hade biopremiär i USA den 24 maj 2006 av och med Al Gore. Filmen handlar om den globala uppvärmningen och dess effekter. Filmen är gjord som en föreläsning, där Gore vill övertyga i första hand den skeptiska amerikanska allmänheten om att det inte längre råder någon tvekan om att människans miljöförstöring påverkat klimatet.
Men filmen dömdes i både portugsisk och engelsk domstol för att använda falsk grunddata i sina framtidsanalyser

## Priser
Filmen vann två Oscar för bästa dokumentär och bästa sång på Oscarsgalan 2007. Den belönade sången var I Need to Wake Up, som sjungs av Melissa Etheridge.
2007 tilldelades Al Gore Nobels fredspris tillsammans med FN:s klimatpanel IPCC.

## Vetenskapliga bevis i filmen
Gore säger att global uppvärmning till stor del beror på människans miljöförstörelse. Han baserar detta bland annat på följande:
- Keelingkurvan, mätning av CO2 från Mauna Loa Observatory(MLO).[4][5]
- Glaciärerna smälter – foton visas från förr och nu.[6]
- Forskning från fysiska institutionen vid universitetet i Bern och European Project for Ice Coring in Antarctica (EPICA)[7] presenterar siffror från Antarktis, där man borrat i isen och sett att koldioxidhalten är högre nu än de senaste 650 000 åren.[8]
- De tio varmaste åren under det senaste seklet har skett de senaste fjorton åren.
- Alla vetenskapsartiklar som innehöll orden "Global klimatförändring" mellan 1993 och 2003 stödjer teorin att mänsklig aktivitet är den största orsaken till den skenande växthuseffekten.[9]

Nyhetsorganisationen The Associated Press i USA frågade ett hundra forskare inom klimatforskning om de ansåg att filmen visade korrekta fakta. Resultatet var att filmen ansågs väsentligen korrekt av de nitton forskare som hade sett filmen eller läst boken.

## Negativ kritik
Christopher Monckton är en brittisk konservativ politiker som menar att debatten om global uppvärmning är en skendebatt skapad av vänsteraktivister. Han säger sig ha hittat trettiofem felaktigheter i filmen "En obekväm sanning", varav åtskilliga ska ha varit omfattande.
En anmälan från en förälder till ett skolbarn ledde till att filmen polisanmäldes. En engelsk domstol (High Court of Justice) ansåg i synnerhet nio punkter var så felaktiga att filmen bara får användas i undervisningssyften om den kompletteras med en skriftlig handledning för lärarna där de nio ifrågasatta punkterna tas upp.
Gore påstod i sin film att:
1. världshaven kommer att öka med sju meter, något som kan inträffa först om flera tusen år.
2. Orkanen Katrina orsakades av den globala uppvärmningen, vilket saknar vetenskapliga belägg.
3. Torrläggningen av Tchadsjön i Afrika beror på den globala uppvärmningen, vilket saknar vetenskapliga belägg.
4. Snön smälter på Kilimanjaro på grund av den globala uppvärmningen, vilket inte anses vara en vetenskaplig sanning.
5. Atollerna i Stilla havet riskerar att försvinna, vilket saknar vetenskapliga belägg.
6. Golfströmmen kommer att upphöra, vilket t.o.m. FN:s klimatpanel anser vara osannolikt.
7. Isbjörnarna drunknar när de inte hittar tillräckligt stabila isflak att leva på, vilket är osant, vetenskapen känner bara till fyra drunknade isbjörnar vilka omkom i en storm.
8. Korallerna i haven bleknar på grund av den globala uppvärmningen, något som inte är belagt.
9. Två diagram i filmen, en om temperaturförändringarna och en om koldioxidutsläppen under de senaste 650.000 åren, presenteras som hundra procent korrekta, men ansågs överdrivna av domstolen.

| ” | Det är nu klarlagt att filmen inte enbart är en vetenskaplig dokumentärfilm, även om det är uppenbart att den väsentligen bygger på vetenskaplig forskning och konsensus så är det ändå en politisk film, men naturligtvis inte en partipolitisk film. | „ |
| – Michael Burton, 10 oktober 2007, Dimmock V Secretary of State for Education & Skills, England And Wales High Court (Administrative Court) | |   |

Undersökningen av Naomi Oreskes, som visade att 928 forskningsartiklar mellan 1993 och 2003 stödde teorin att mänsklig aktivitet är den största orsaken till den skenande växthuseffekten, har ifrågasatts av Benny Peiser. Han är en brittisk socialantropolog som anser att miljödebatten blivit hysterisk. Han granskade resultatet av Oreskes undersökning och upprepade den med tillägg av omkring hundra senare publicerade artiklar. Resultatet skilde sig såpass mycket från Oreskes att Peiser krävde att den vetenskapliga veckotidskriften Science borde ta bort Oreskes undersökning. I Peisers studie var 3 procent av de inkluderade uppsatserna skeptiska till att mänsklig aktivitet orsakat global uppvärmning. Efter en granskning av Peisers resultat har det dock visat sig att endast en artikel var kritisk och det var inte en vetenskaplig artikel utan en ledarartikel. Den vetenskapliga veckotidskriften Nature avstod från att publicera Peisers brev och stod fast vid beslutet att publicera Oreskes studie.

## Urval av politiska kommentarer

### Positiv respons
- I Storbritannien har Konservativa partiets partiledare David Cameron uppmanat människor att se filmen för att förstå växthuseffekten.
- I Belgien har parlamentet sett filmen.
- I Spanien har premiärminister José Luis Rodríguez Zapatero sett till att filmen ska visas i skolorna.

### Kritisk respons
President Bush kommenterar: "And in my judgment we need to set aside whether or not greenhouse gases have been caused by mankind or because of natural effects, and focus on the technologies that will enable us to live better lives and at the same time protect the environment."

## Om filmen
Filmen "En obekväm sanning" hade biopremiär i Sverige den 8 september 2006 och TV-premiär den 22 april 2007.